# Bielsteinhöhle mit Lukenloch
Bielsteinhöhle mit Lukenloch este o arie protejată (arie specială de conservare — SAC, sit de importanță comunitară — SCI) din Germania întinsă pe o suprafață de 18,86 ha, integral pe uscat.

## Localizare
Centrul sitului Bielsteinhöhle mit Lukenloch este situat la coordonatele 51°48′58″N 8°55′09″E / 51.8161°N 8.9192°E.

## Înființare
Situl Bielsteinhöhle mit Lukenloch a fost declarat sit de importanță comunitară în martie 2001 pentru a proteja 2 specii de animale. Situl a fost protejat și ca arie specială de conservare în februarie 2005.

## Biodiversitate
Situată în ecoregiunea continentală, aria protejată conține 4 habitate naturale: Pante stâncoase calcaroase cu vegetație casmofită, Peșteri inaccesibile publicului, Păduri de fag Asperulo-Fagetum, Păduri pe pante, grohotișuri și ravene de Tilio-Acerion.
La baza desemnării sitului se află mai multe specii protejate de  mamifere (2): liliac de iaz (Myotis dasycneme), liliac comun (Myotis myotis)
Pe lângă speciile protejate, pe teritoriul sitului au mai fost identificate 4 specii de mamifere.